# Julia Pitera
Julia Teresa Pitera z domu Zakrzewska (ur. 26 maja 1953 w Warszawie) – polska polityk, działaczka samorządowa i filolog polska, posłanka na Sejm V, VI i VII kadencji (2005–2014), sekretarz stanu w Kancelarii Prezesa Rady Ministrów i pełnomocnik ds. opracowania programu zapobiegania nieprawidłowościom w instytucjach publicznych (2007–2011), posłanka do Parlamentu Europejskiego VIII kadencji (2014–2019).

## Życiorys
Córka Kazimierza i Marii. Ukończyła w 1977 filologię polską na Uniwersytecie Warszawskim. Została także absolwentką studiów podyplomowych edytorsko-tekstologicznych (1981), a w 1988 zdała egzamin dla dyplomowanych pracowników dokumentacji naukowej. Od 1981 do 1991 była pracownikiem naukowym w Instytucie Badań Literackich PAN. W latach 1991–1992 pracowała w Biurze Współpracy z Partiami Politycznymi, Organizacjami Społecznymi, Związkami Zawodowymi i Kościołami Kancelarii Prezydenta RP, następnie w latach 1992–1994 w administracji rządowej (w biurach zajmujących się reformą administracji publicznej). W okresie 1994–1998 redagowała prowadzony przez Andrzeja Urbańskiego program Pytania o Polskę w TVP2. W 1993 odbyła we Francji staż w ministerstwie finansów i ministerstwie zdrowia. W 1998 uczestniczyła w programie prowadzonym przez Departament Stanu USA poświęconym zwalczaniu korupcji, kontroli jednostek samorządu terytorialnego, mechanizmom prewencyjnym oraz pracy prokuratury i policji.
W latach 1981–1991 należała do NSZZ „Solidarność”. Od 1990 do 1991 była członkiem Porozumienia Centrum, a następnie Unii Polityki Realnej (1994–1998). W latach 1994–2005 pełniła funkcję radnej Rady m.st. Warszawy, początkowo z rekomendacji Unii Polityki Realnej, a następnie Ligi Republikańskiej. W 2002 bezskutecznie kandydowała z własnego komitetu wyborczego na urząd prezydenta miasta stołecznego Warszawy, uzyskując wówczas czwarty wynik oraz ponownie mandat radnej.
Od 1998 członek, w okresie 1999–2001 członek zarządu, zaś w latach 2001–2005 prezes zarządu Transparency International Polska, polskiego oddziału ogólnoświatowej organizacji ds. walki z korupcją. Zrzekła się tej funkcji w lipcu 2005 w związku z podjęciem decyzji o kandydowaniu do Sejmu RP z list PO. W 2005 była wśród założycieli Stowarzyszenia Pamięci Narodowej. Jest współautorką prac z zakresu biobibliografii oraz opracowań związanych z funkcjonowaniem państwa, administracji i zwalczania patologii życia publicznego. Publikowała felietony w m.in. we „Wspólnocie”, „Newsweeku”, „Słowie Polskim”. Od 2002 zasiadała w Radzie Konsultacyjnej Centrum Monitoringu Wolności Prasy Stowarzyszenia Dziennikarzy Polskich.
W 2004 brała udział w audycie OECD oraz przygotowywaniu raportu dotyczącego stopnia wdrożenia programów antykorupcyjnych w Bułgarii, Rumunii oraz Turcji w związku z akcesją tych państw do Unii Europejskiej. Krytycznie wypowiadała się na temat warszawskich władz z Unii Wolności i SLD rządzących miastem w latach 1994–2002, które określano mianem tzw. układu warszawskiego.
W 2005 została posłanką V kadencji z ramienia Platformy Obywatelskiej, wybraną w okręgu warszawskim. W styczniu 2006 objęła funkcję rzecznika ds. sprawiedliwości w tzw. gabinecie cieni Platformy Obywatelskiej. W czerwcu 2007 została kandydatką PO na prezesa Najwyższej Izby Kontroli. Przegrała w Sejmie głosowanie na tę funkcję z kandydatem PiS Jackiem Jezierskim (stosunkiem głosów 121:239).
W wyborach parlamentarnych w 2007 po raz drugi została wybrana do Sejmu, otrzymując w okręgu płockim najlepszy indywidualny wynik (42 669 głosów). 22 listopada tego samego roku objęła funkcję sekretarza stanu w Kancelarii Prezesa Rady Ministrów. 5 grudnia 2007 została powołana na stanowisko pełnomocnika rządu ds. opracowania programu zapobiegania nieprawidłowościom w instytucjach publicznych. 30 listopada 2011 przyjęto jej dymisję z funkcji rządowych. W wyborach parlamentarnych w 2011 z powodzeniem ubiegała się o reelekcję, dostała 29 095 głosów, co ponownie stanowiło w okręgu płockim najlepszy indywidualny wynik. W 2014 uzyskała mandat deputowanej do Parlamentu Europejskiego VIII kadencji. W 2019 nie wystartowała w kolejnych wyborach europejskich.

## Wyniki w wyborach ogólnopolskich
| Wybory | Komitet wyborczy                   | Komitet wyborczy      | Organ           | Okręg           | Wynik          |
| ------ | ---------------------------------- | --------------------- | --------------- | --------------- | -------------- |
| 2005   |                                    | Platforma Obywatelska | Sejm V kadencji | nr 19           | 39 815 (5,25%) |
| 2007   | Sejm VI kadencji                   | Platforma Obywatelska | nr 16           | 42 669 (13,90%) |                |
| 2011   | Sejm VII kadencji                  | Platforma Obywatelska | nr 16           | 29 095 (10,52%) |                |
| 2014   | Parlament Europejski VIII kadencji | Platforma Obywatelska | nr 5            | 37 269 (9,51%)  |                |

## Życie prywatne
Zamężna z reżyserem Pawłem Piterą, mają syna Jakuba.